# Districte de Stann Creek
El districte de Stann Creek és un dels sis districtes en què es divideix el territori de Belice. La seva capital és la vila de Dangriga.

## Toponímia
La seva capital era coneguda anteriorment com a “Stann Creek”. Stann prové de “stanns,” que eren uns refugis segurs usats pels colonialistes que venien del “vell món” al “nou món”.

## Geografia
Les principals localitats del districte són el port de Big Creek, la península i poble de Placencia (popular centro de turisme), els pobles d'Alta Vista, Commerce Bight, Dancing Pool, Georgetown, Guana Church Bank, High Sand, Independence and Mango Creek, Kendal, Lagarto Bank, Maya Mopan, Middle Bank, Middlesex, Mullins River, New Home, Pomona, Quarry Hill, Rancho Grande, Red Bank, Regalía, Sarawina, Silver Creek Camp, Sittee, Garífuna i Hopkins al riu Sittee. El territori és un important assentament garifuna.
El districte de Stann Creek és la seu del santuari de la fauna de la conca de Cockscomb. Dins de la reserva està el pic Victoria, el punt més alt de Belize, amb 1.120 metres sobre el nivell del mar.

## Demografia
D'acord amb les dades del cens de l'any 2010, residien en el districte unes 31.514 persones, de les quals 9.501 persones eren d'origen hispanoamericà, representant el 30,1% de la població.